# 임호텝 (보드 게임)
임호텝(Imhotep)은 2016년에 독일의 코스모스에서 발매한 보드 게임이다. 원제는 임호텝: 이집트의 건설자(독일어: Imhotep: Baumeister Ägyptens)이며 고대 이집트를 배경으로 한다. 게임의 디자이너는 필 워커-하딩이다. 대한민국에서는 코리아보드게임즈에서 출시하였다. 플레이어들은 석재를 놓고 점수를 얻어야 한다. 플레이 시간은 약 40분, 적정 연령은 10세 이상이다. 인원은 2~4명이 할 수 있다. 2017년에는 보드게임 오스트레일리아 어워드를 수상했다.

## 구성물
- 나무 블록 120개 (각 석재마다 30개씩)
- 게임 카드 55장 (라운드 카드 21장, 시장 카드 34장)
- 점수판 1개
- 건설부지 게임보드 5개
- 배 타일 8장
- 개인창고 타일 4장

## 게임 시작
- 시작하는 플레이어부터 배에 석재를 놓는다. 시작하는 플레이어 차례가 완전히 끝났다면, 다음 사람부터 배에 석재를 놓는다. 배에 석재를 놓으면, 배를 시장으로 보낼지 배를 피라미드로 보낼지 결정한다. 총 6라운드가 끝나면 게임이 끝나며, 플레이어들은 가지고 있는 석재, 사용하지 않는 시장 카드, 석상 카드, 빨간색 시장 카드를 모두 더해서 점수가 가장 높은 플레이어가 승리한다. 동점일 경우에는 개인창고에 석재가 더 많은 플레이어가 승리한다.